# Adán Augusto López
Adán Augusto López Hernández (Paraíso, Tabasco; 24 de septiembre de 1963) es un político mexicano, miembro del partido Morena. Desde el 1 de septiembre de 2024 se desempeña como senador de la República y Presidente de la Junta de Coordinación Política del Senado.
Anteriormente, fue secretario de Gobernación durante el gobierno del presidente Andrés Manuel López Obrador entre 2021 y 2023, y gobernador de Tabasco entre 2019 y 2021.
Ha sido diputado local en Tabasco (2007-2009), diputado federal en la LXI Legislatura (2009-2012) y senador en la LXIV Legislatura (2012-2018).

## Biografía
Es hijo de Payambé López Falconi y de Aurora Hernández Sánchez. Está casado con Dea Isabel Estrada Rodríguez.

### Estudios
Tiene estudios de Licenciado en Derecho por la Universidad Juárez Autónoma de Tabasco y se tituló con la tesis "El Estado Federal Mexicano", obteniendo Mención Honorífica. Tiene estudios en derecho comparado por el Instituto de Derecho Comparado de París, es maestro en Ciencias Políticas por la Universidad de París II; y tiene un Diplomado en Derecho Notarial por la Universidad Nacional Autónoma de México.

### Incursión en política
Inició su carrera dentro del Partido Revolucionario Institucional (PRI), y llegaría a ser secretario general de este partido en Tabasco cuando se anularon los comicios locales del año 2000 y fue considerado como posible gobernador interino, no obstante, la mayoría priista del congreso local y el gobernador saliente resolvieron designar en tal cargo a Enrique Priego Oropeza. Adán Augusto y Andrés Manuel López Obrador se conocerían tempranamente pues las familias de ambos mantenían amistad desde su infancia. Al graduarse de la licenciatura, Adán Augusto López trabajó unos cuantos años en litigio civil, antes de viajar a Francia para continuar con sus estudios. A su regreso, participaría coyunturalmente en el Frente Democrático Nacional (FDN), apoyando a Cuauhtémoc Cárdenas como candidato presidencial y a López Obrador como candidato a la gubernatura de Tabasco. Pues, luego del proceso de 1988, Augusto López se mantendría como cuadro y funcionario del PRI hasta el año 2001, aun y cuando López Obrador fuera candidato a la gubernatura en 1994 por el PRD y en 1991 encabezara el “Éxodo por la Democracia” hasta la Ciudad de México, debido a denuncias y protestas por las irregularidades y la intromisión del gobernador Roberto Madrazo en las elecciones de ese año.
En 1992, es nombrado presidente de la Junta Local de Conciliación y Arbitraje del Estado de Tabasco, donde lo recibe un conflicto de liquidación a transportistas, el cual logra resolver en tiempo récord. Ese mismo año lo nombran subsecretario de Desarrollo Político y Protección Civil y, al año siguiente, funge como subsecretario de Gobierno y Asuntos Jurídicos. En 1994 se aleja un tiempo de la política para dedicarse al oficio que había ejercido su padre: notario público, a cargo de la Notaría n.º 27, en la ciudad de Villahermosa.
Fue coordinador de campaña de Manuel Andrade Díaz en las elecciones estatales del año 2000. En 2001 renuncia al PRI y se vuelve miembro activo del Partido de la Revolución Democrática (PRD), luego de intentar conciliar un acuerdo infructuoso entre ambas fuerzas políticas, esto, durante las tensiones postelectorales del 2000, cuando se anularon los comicios tabasqueños.
En 2003, compite por el PRD a la presidencia municipal de Villahermosa contra Florizel Medina Pereznieto, del PRI, quien venía de presidir la Gran Comisión del Congreso estatal en la LVII Legislatura. En 2006, fue coordinador de la campaña presidencial de Andrés Manuel López Obrador, correspondiente a la Tercera Circunscripción del país.
En 2007  es elegido diputado local por representación proporcional en la LIX Legislatura de Tabasco. En 2009 es llamado de nuevo por Andrés Manuel López Obrador para asumir la candidatura a diputado federal por mayoría relativa y gana el Distrito 4, al que termina representando en la LXI Legislatura del Congreso de la Unión. En 2012 compite en la elección interna perredista por la candidatura a gobernador de Tabasco. Al perder la encuesta, tres a dos, contra Arturo Núñez, Adán acepta públicamente y ofrece su apoyo a la campaña lanzándose como senador, en donde gana la elección.

### Experiencia legislativa
De 2007 a 2009, fue diputado local plurinominal en la LIX Legislatura de Tabasco, y posteriormente, en las elecciones del 5 de julio de 2009 fue elegido al cargo de diputado federal por el Distrito electoral federal 4 de Tabasco para el período 2009-2012 de la LXI Legislatura del Congreso de la Unión, por el Partido de la Revolución Democrática (PRD); elección en donde ganó con 33 844, frente a los 27 975 de su oponente del Partido Revolucionario Institucional (PRI).
En 2012, fue electo como Senador de la República por Tabasco de Primera Fórmula, por el PRD.

### Salida del PRD
El 23 de enero de 2014 anunció su salida del grupo parlamentario del PRD para sumarse a las filas del Movimiento Regeneración Nacional. Indicó que sería legislador independiente y una vez que Morena obtuviera el registro como partido político, buscaría convertirse en el primer senador de ese movimiento. En octubre de 2016 fue nombrado dirigente estatal de dicho partido, cargo al que renunció el 29 de noviembre de 2017.

### Gobernador de Tabasco
Compitió en las elecciones estatales de Tabasco de 2018 el 1 de julio por la coalición Juntos Haremos Historia conformada por Movimiento de Regeneración Nacional (Morena), Partido del Trabajo (PT) y Partido Encuentro Social (PES) resultando ganador por amplio margen, con el 61.37% de los votos. Rindió protesta como Gobernador Constitucional de Tabasco el 31 de diciembre de 2018 y entró en funciones el 1 de enero de 2019. Durante su mandato se comenzó a construir la Refinería Olmeca en su natal municipio de Paraíso. 
Al ser llamado por el presidente López Obrador para integrarse a su gabinete como secretario de Gobernación, el 26 de agosto de 2021 solicitó licencia para separarse del cargo al Congreso del Estado de Tabasco, misma que le fue otorgada ese mismo día, hasta el 16 de junio de 2023. Carlos Manuel Merino Campos se hizo cargo del gobierno del estado desde el 27 de agosto de 2021.

### Senador de la República
Durante el periodo 2024-2030, Adán Augusto López se desempeñó como Senador de la República por lista nacional, al mismo tiempo que fue nombrado coordinador de la bancada de Morena y por tanto Presidente de la Junta de Coordinación Política.

### Escándalo
El 11 de diciembre de 2019, el entonces gobernador de Tabasco, Adán Augusto López, designó como titular de la Secretaría de Seguridad y Protección Ciudadana (SSPC) a Hernán Bermúdez Requena. 
En octubre de 2022, Andrés Manuel López Obrador y Adán Augusto López Hernández, entonces presidente y secretario de Gobernación, respectivamente, arremetieron contra los medios que revelaron los contenidos de informes de inteligencia del Estado que identificaban como líderes del grupo criminal llamado “La Barredora” a los mandos de seguridad de Tabasco, nombrados por Adán Augusto López durante su mandato como gobernador de la entidad, incluyendo a Hernán Bermúdez Requena.
Sin embargo en julio de 2025, Miguel Ángel López Martínez, comandante de la 30 Zona Militar, informó que Hernán Bermúdez Requena era blanco de una orden de aprehensión emitida por la Fiscalía del Estado, desde  el pasado 14 de febrero, día en que huyó del país hacia Panamá; luego se fue a España y posteriormente se habría ido a Brasil.